# HCG 87
HCG 87 é um grupo compacto de galáxias, está listado no catálogo de Grupos Compactos de Hickson. Este grupo está a aproximadamente 400 milhões de anos-luz da Terra, na direção da constelação de Capricornus.

## Membros
| Nome    | Tipo       | A.R. (J2000)  | Dec. (J2000) | Redshift (km/s) | Magnitude |
| ------- | ---------- | ------------- | ------------ | --------------- | --------- |
| HCG 87a | S0 pec     | 20h 48m 15.0s | -19° 50′ 58″ | 8443 ± 14       | 15.3      |
| HCG 87b | SA(r)0 pec | 20h 48m 10.9s | -19° 51′ 23″ | 8740 ± 20       | 15.4      |
| HCG 87c | Sb         | 20h 48m 12.0s | -19° 49′ 56″ | 8914 ± 7        | 16.1      |
| HCG 87d | Sd         | 20h 48m 12.8s | -19° 50′ 46″ | 10200 ± 160     | 17.8      |